# فوبيلو
فوبيلو هي بلدية في مقاطعة فرشيلي التابعة لإقليم بييمونتي الإيطالية، تقع على بعد حوالي 100 كيلومتر (62 ميل) إلى الشمال الشرقي من مدينة تورينو وحوالي 70 كيلومتر (43 ميل) شمال غرب مدينة فرشيلي. في 31 كانون الأول / ديسمبر 2004 كان عدد سكانها 246 نسمة، وتبلغ مساحتها 29.3 كيلومتر مربع (11.3 ميل2).
تقع فوبيلو على حدود البلديات التالية: بانيو أنزينو، كاركوفورو، سيرفاتو، كرافاليانا، ريماسكو، ريملا، روسا.

## مشاهير
من المشاهير الذين يعود أصلهم إلى فوبيلو مهندس السيارات فينتشنزو لانسيا (1881-1937) وابنه جياني لانسيا (1924-2014).

## وصلات خارجية
- الصور